# Otaybah, Syria
Otaybah (tiếng Ả Rập: قرية العتيبة, đôi khi đánh vần Ataybah, Uteibah, Ateibeh, al-Utayba, al-Otaiba hoặc al-Atebeh) là một ngôi làng ở phía đông Ghouta, 26 kilômét (16 mi)   phía đông trung tâm thành phố Damascus. Ngôi làng về mặt hành chính là một phần của quận Douma trong Tỉnh bang Dimashq. Sân bay quốc tế Damascus nằm 11 kilômét (6,8 mi)   phía tây nam Otaybah. Theo Cục Thống kê Trung ương Syria (CBS), Otaybah có dân số 10.548 người trong cuộc điều tra dân số năm 2004.